# كيه سي 518 إدفانتشرير
كيه سي 518 إدفانتشرير (بالإنجليزية: CHI KC 518 Adventourer)‏ هي مروحية أنتجت في نيوزيلندا. من صناعة Composite Helicopters International. كان أول طيران لها في 8 مايو 2012. ومازالت في الخدمة حتى الآن. وسعر الطائرة الواحدة منها هو 335,000 for a kit in 2011 دولار.